# Lomitas
Lomitas es una localidad del municipio de Nacajuca ubicado en la subregión centro del estado mexicano de Tabasco.

## Geografía
La localidad de Lomitas se sitúa en las coordenadas geográficas 18°03′52″N 92°57′42″O / 18.064444, -92.961667, a una elevación de 7 metros sobre el nivel del mar.

## Demografía
Según el Conteo de Población y Vivienda 2020, efectuado por el Instituto Nacional de Estadística y Geografía, la localidad de Lomitas tiene 5,473 habitantes, de los cuales 2,701 son del sexo masculino y 2,772 del sexo femenino. Su tasa de fecundidad es de 2.1 hijos por mujer y tiene 1,550 viviendas particulares habitadas.
| Gráfica de evolución demográfica de Lomitas entre 1940 y 2020 |
|                                                               |
| INEGI.                                                        |